# Трансморфери
Трансморфери (Transmorphers) — американський науково-фантастичний фільм-мокбастер 2007 року, випущений безпосередньо на DVD. Автор сценарію і режисер Лі Скотт, продюсер Девід Майкл Летт для «The Asylum».

## Про фільм
Раса інопланетних роботів завоювала Землю і загнала людство під землю.
Через 400 років невелика група людей розробляє план перемоги над механічними загарбниками в остаточній битві — між людством та механізмами.
Завдяки виграній битві вцілілі люди вперше за багато століть бачать, як сонце світить крізь хмари.

## Знімались
| Актор         | Роль           |
| ------------- | -------------- |
| Метью Вулф    | Воррен Мітчелл |
| Емі Вебер     | Каріна Надір   |
| Шейлі Скотт   | Ксандрія Люкс  |
| Еліза Свенсон | Ван Ріберг     |
| Гріфф Ферст   | Ітчі           |